# Eleşkirt (district)
Eleşkirt is een Turks district in de provincie Ağrı en telt 40.867 inwoners (2007). Het district heeft een oppervlakte van 1545,2 km². Hoofdplaats is Eleşkirt.
De bevolkingsontwikkeling van het district is weergegeven in onderstaande tabel.
| 1997   | 2000   | 2007   |
| ------ | ------ | ------ |
| 39.989 | 48.892 | 40.867 |